# مسار مادبا التراثي

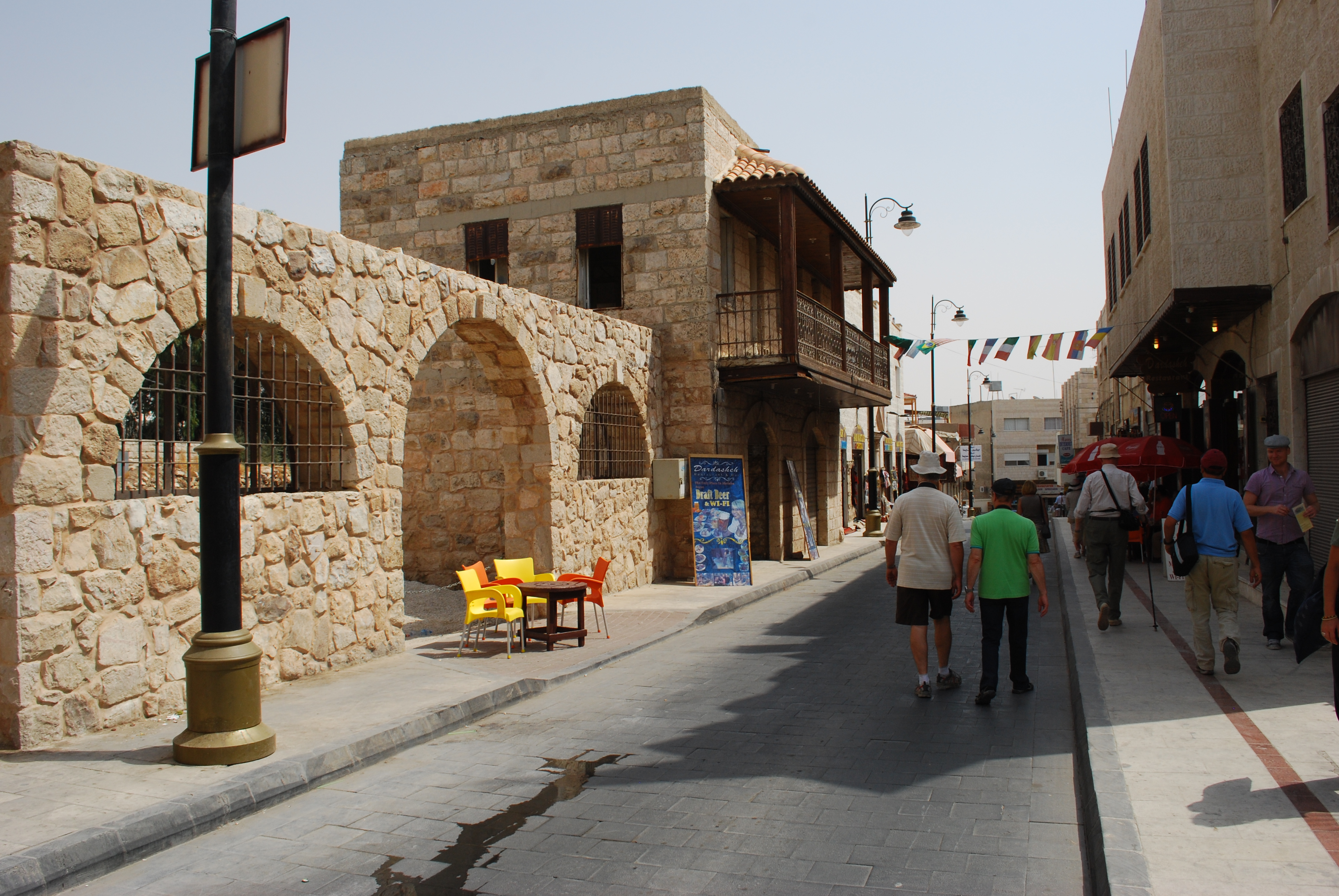
سيّاح في طريقهم بأحد الأسواق الحرفّية بمادبا، ضمن المسار التراثي.

مسار مادبا التراثي هو مسار مشاة مُخصص للسياحة الثقافيّة والتراثيّة والدينيّة. يبلغ طوله 2 كم، ويقع في البلدة القديمة لمدينة مادبا في الأردن، حيث يربط بين أهم المعالم المعماريّة والتاريخيّة للمدينة. قامت وزارة السياحة والآثار الأردنية وبلدية مادبا باستحداثه وترميم مبانيه، في خطوة لإعادة إحياء التراث القديم المدينة.
يُشار إلى أن هذا المسار هو جزء من مسارات سياحيّة متكاملة في محافظة مادبا تم اعتمادها، وهي مسار مادبا الديني، ومسار مادبا العلاجي.

## معالم المسار
ييدأ الزائر المسار بمركز زوار مادبا، ثم يتوجه إلى معهد مادبا لفن الفسيفساء، وهو المعهد الوحيد في العالم المتخصص في تعليم فن الفسيفساء. ثم بعد ذلك يتوجه إلى  منتزه مادبا الأثري، والذي يضم أجزاءا من الطرق الرومانيّة في المدينة. ثم يمر الزوار بالشارع السياحي والأسواق الحرفيّة، ليتوجهوا بعدها إلى القصر المحترق وكنيسة الشهداء، ثم كنيسة القديس جاورجيوس، حيث توجد خارطة مادبا الفسيفسائية. بعد ذلك يتوجه الزائر إلى دار السرايا العثمانية، ثم  كنيسة قطع رأس يوحنا المعمدان (دير اللاتين) ومتحف مادبا الأثري، إلى أن ينتهي المسار عند كنيسة الرسل.

## صور

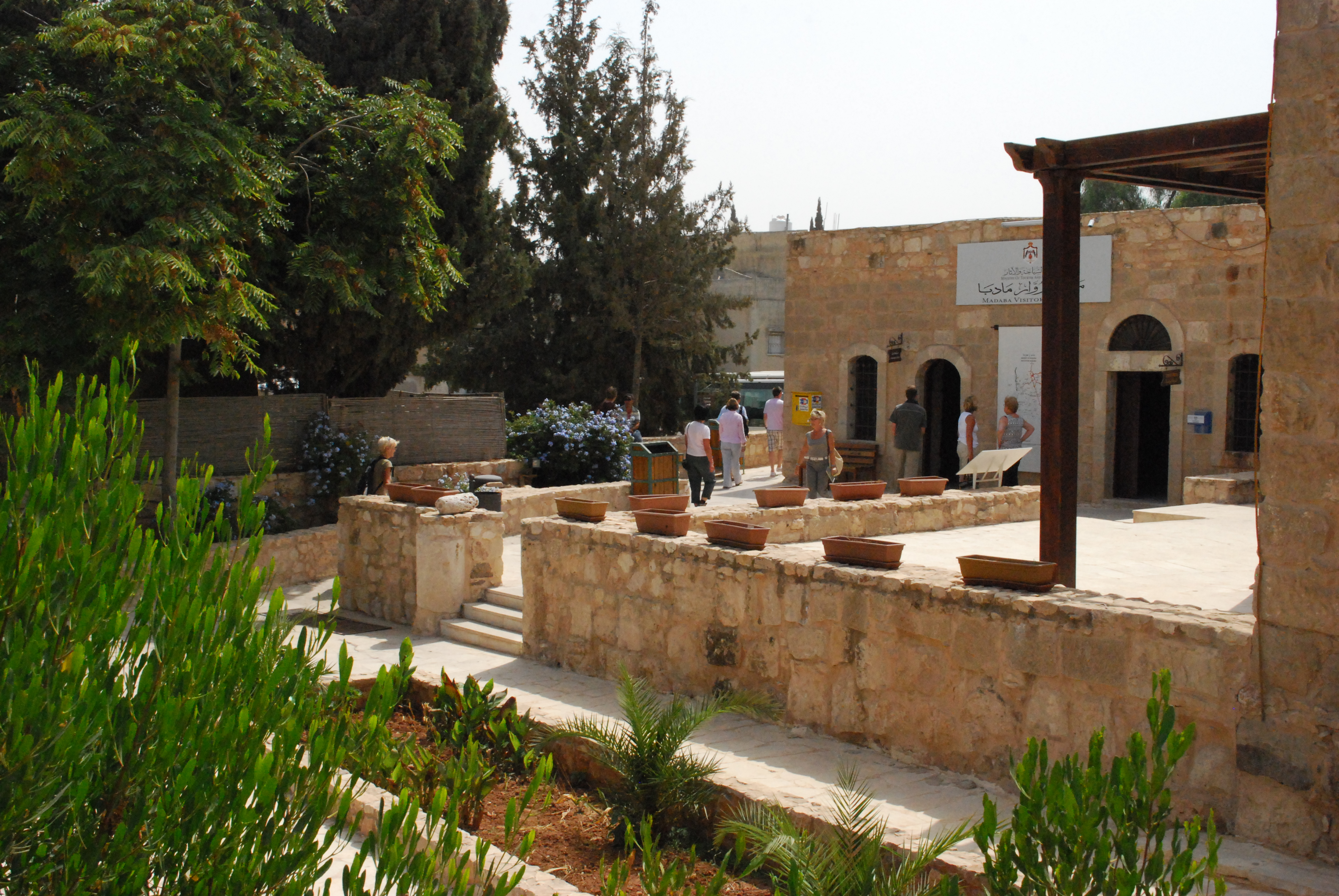
مركز زوار مادبا
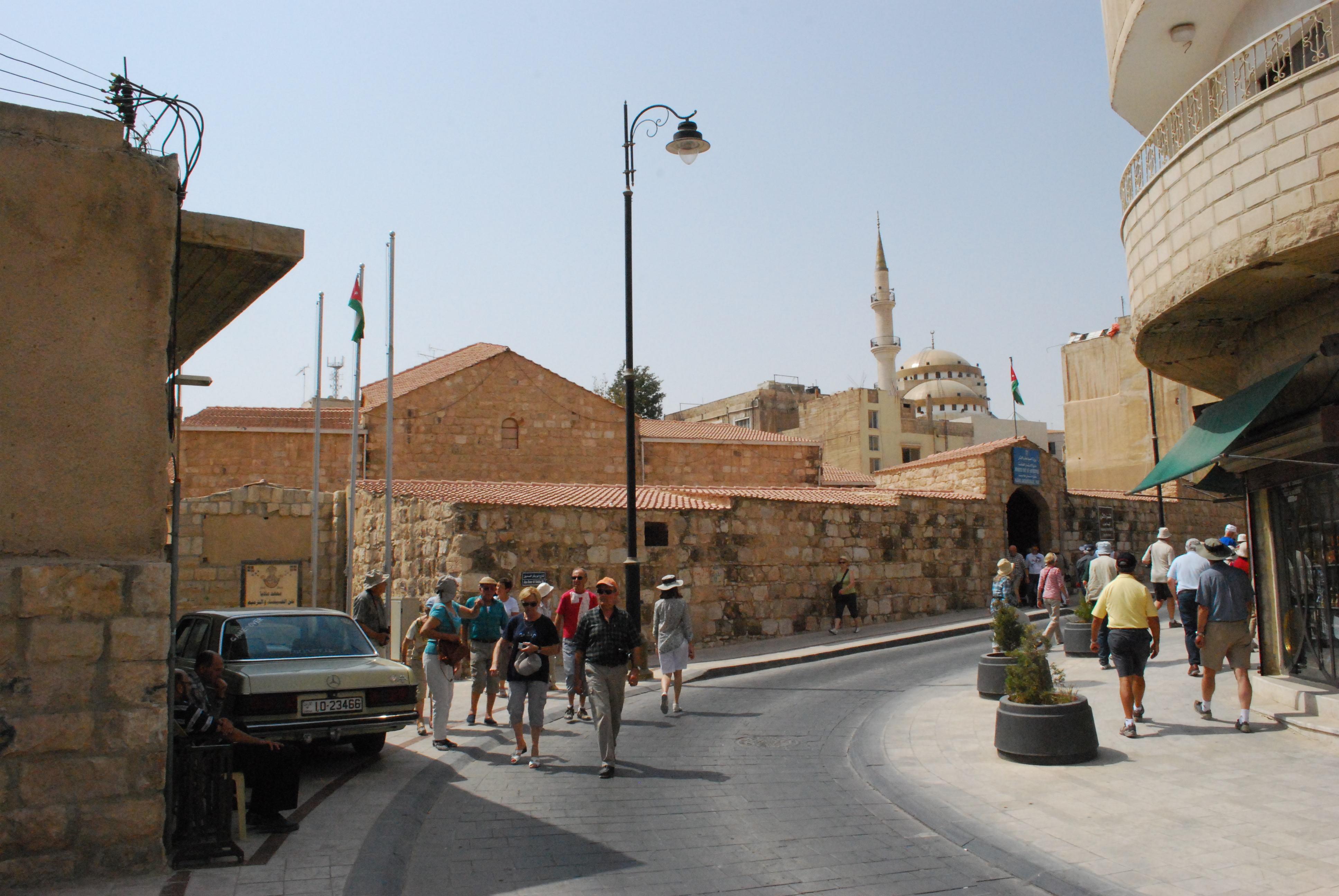
منتزه مادبا الأثري
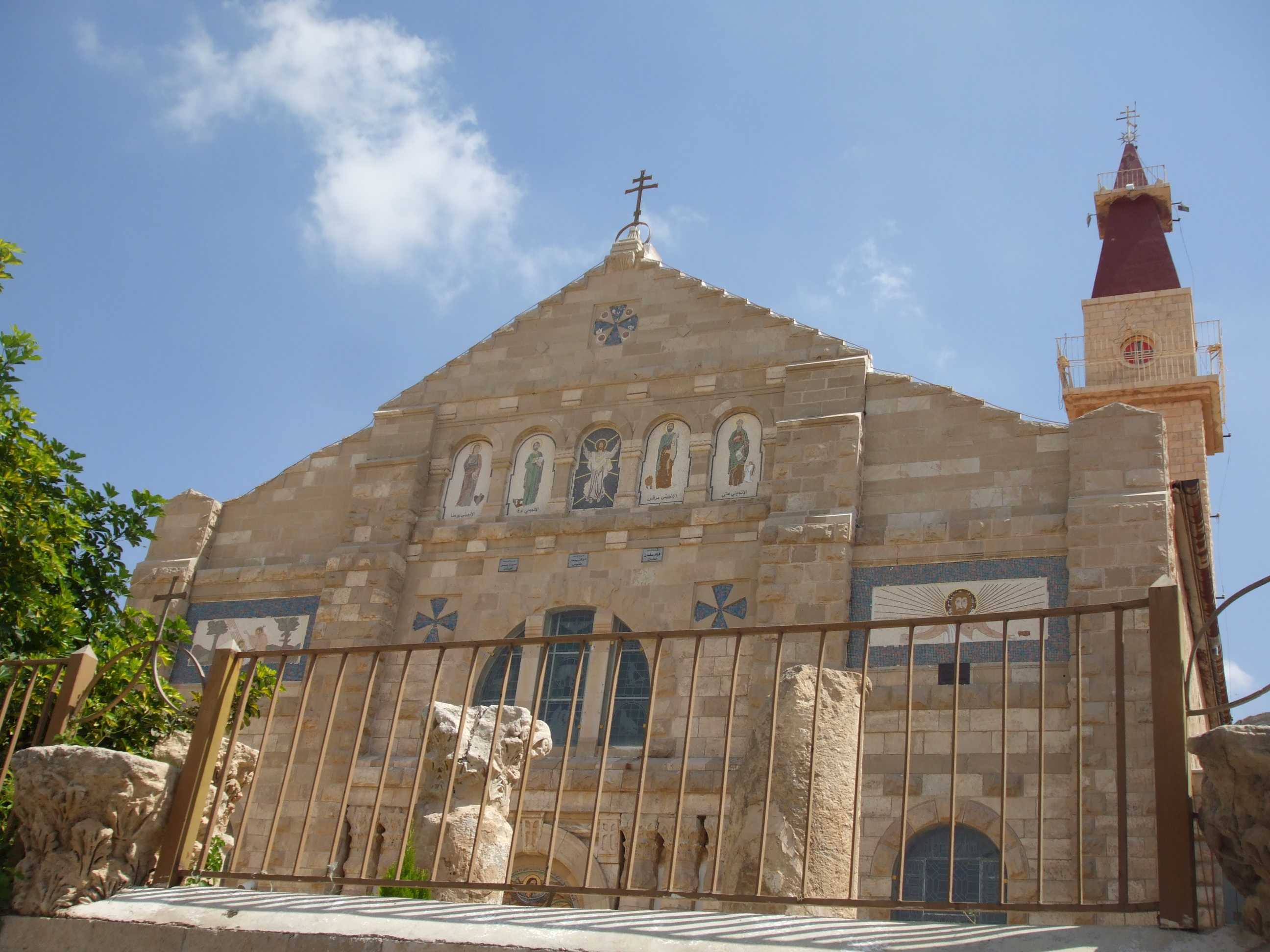
دير اللاتين
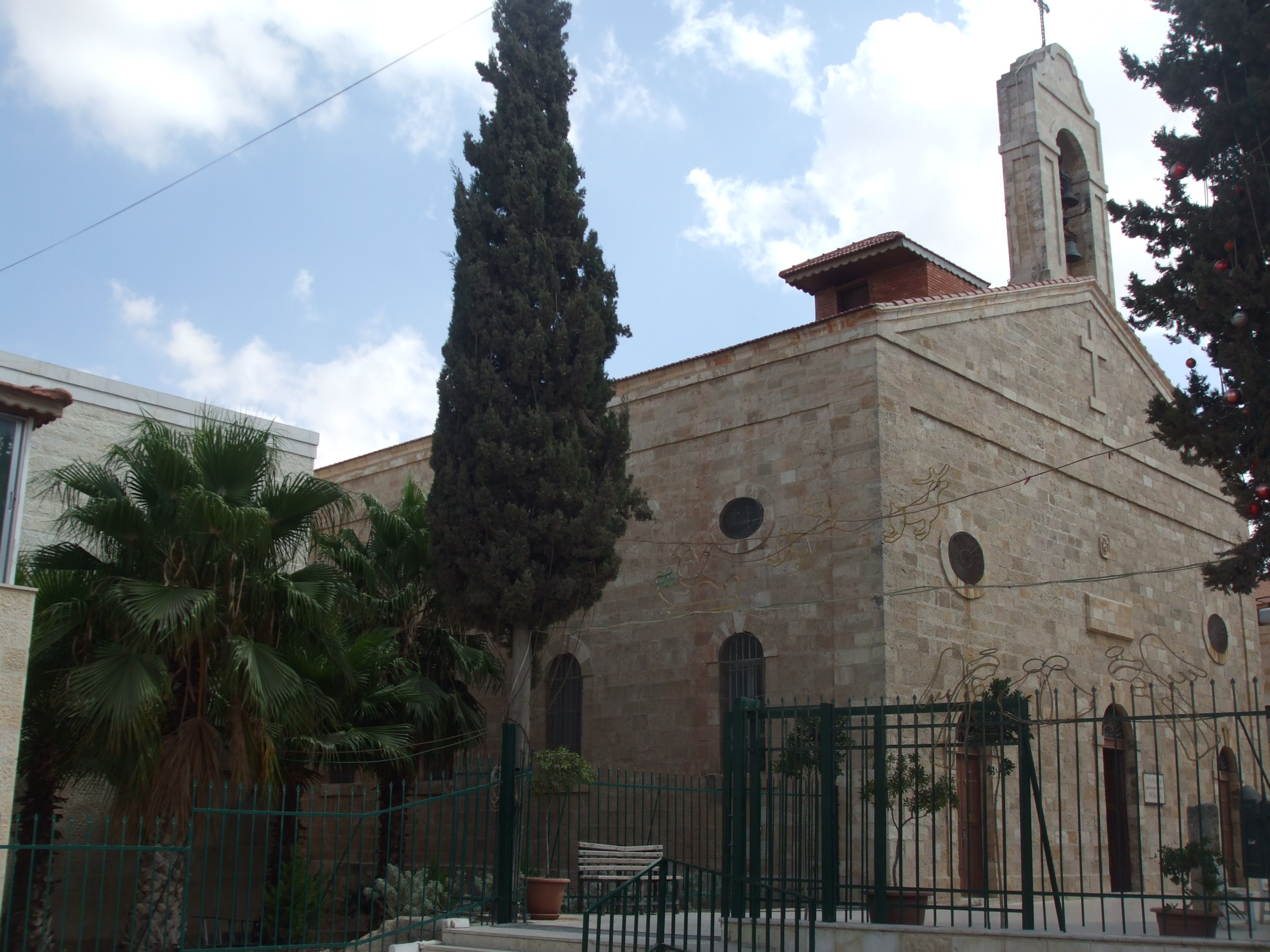
كنيسة القديس جاورجيوس
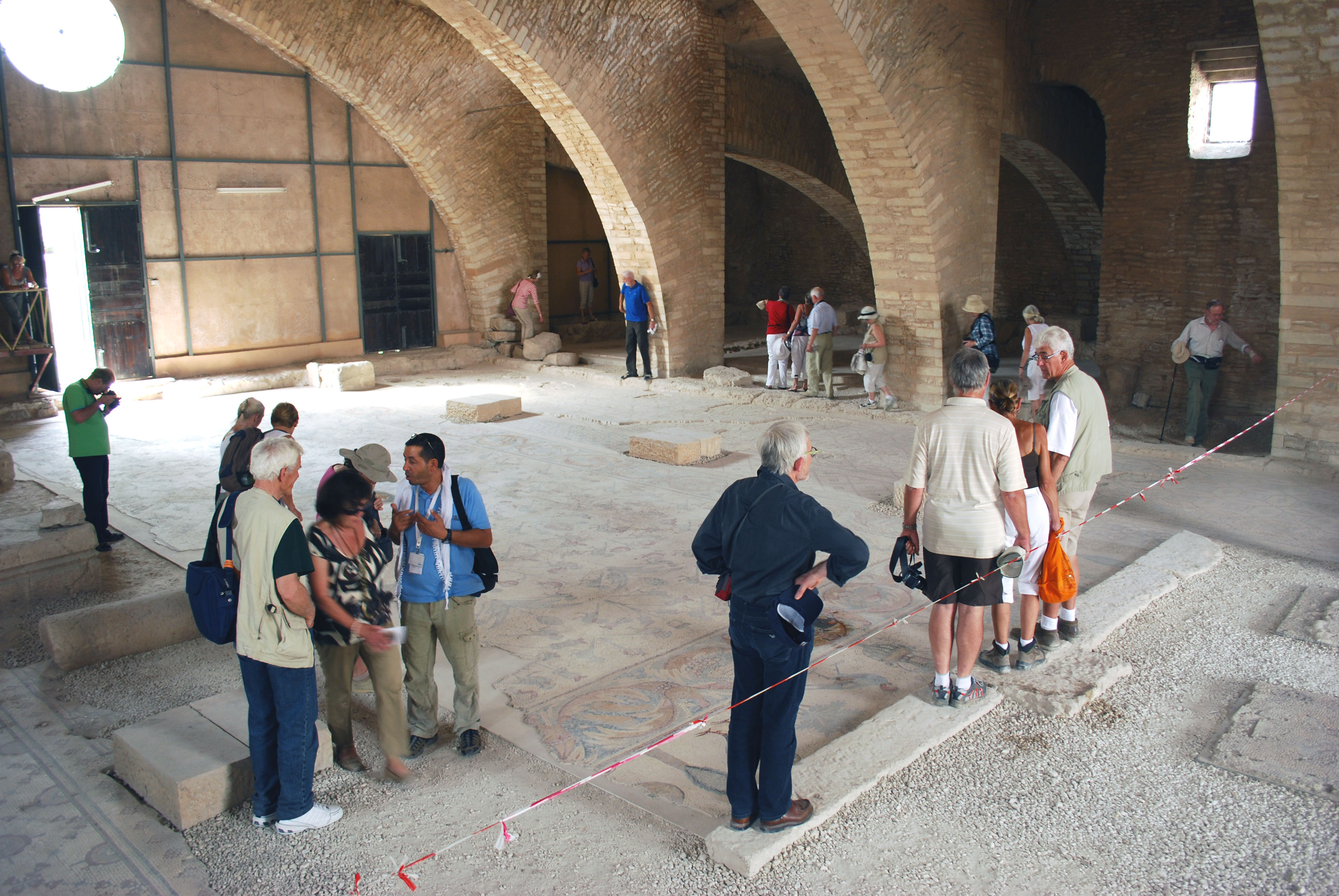
كنيسة الرسل